# Oliver Schmitz
Oliver Schmitz (Città del Capo, 1961) è un regista e sceneggiatore sudafricano.

## Biografia
Studia alla Michaelis Art School presso l'Università di Città del Capo. Il suo primo lavoro, Mapantsula, è del 1988 e riscuote un grande successo internazionale. Verso la fine degli anni ottanta lavora per una piccola casa clandestina di produzione di documentari di sinistra e successivamente realizza diversi documentari, incluso il pluripremiato Jo'burg Stories. Hijack Stories, del 2000, è il suo secondo lungometraggio, seguito nel 2010 da Life, Above All del 2010, presentato alla edizione 2011 del Festival del cinema africano, d'Asia e America Latina di Milano.

## Filmografia
- Mapantsula (1988)
- Fruits of Defiance (1989)
- The People's Poet: Mzwakhe (1989)
- Hlanganani (1990)
- Getting There (1993)
- Video Revolution (1993)
- Nelson Mandela Inauguration (1994)
- Jo'burg Stories (1997)
- The Story (1999)
- Hijack Stories (2000)
- Life, Above All (2010)
- Pastori e macellai (2016)